# Isobornylcyklohexanol
Isobornylcyklohexanol (IBCH, Sandenol) je organická sloučenina používaná především jako aromatická látka s vůní podobnou santalovému oleji. Jeho chemická struktura je blízká jak α-Santalolu, tak β-Santalolu, které jsou primárními složkami santalového oleje.
Santalové stromy jsou ohroženy nadměrným kácením, což vede k vysokým cenám přírodního oleje. IBCH se proto vyrábí jako ekonomicky výhodná alternativa k přírodnímu produktu.